# Kräuselparadieskrähe
Die Kräuselparadieskrähe (Manucodia comrii), auch Kräusel-Manucodia genannt, ist eine Vogelart aus der Gattung der Manukoden (Manucodia) innerhalb der Familie der Paradiesvögel (Paradisaeidae). Sie ist endemisch auf den D’Entrecasteaux-Inseln und den Trobriand-Inseln östlich von Papua-Neuguinea.
Das Artepitheton wurde 1876 von Philip Lutley Sclater nach Dr. Peter Comrie gewidmet. Nach Sclater erlangte der Medizinische Offizier der H.M.S. Basilisk im Mai 1874 ein Exemplar im Huongolf an der südöstlichen Küste Papua-Neuguineas, nahe der gegenüber liegenden Insel Neubritannien. Diese Herkunftsbeschreibung ist jedoch fehlerhaft, der Herkunftsort ist die Vulkaninsel Fergusson im D’Entrecasteaux Archipel.

## Beschreibung
Die Kräuselparadieskrähe gehört zu den größten und schwersten Paradiesvögeln. Sie erreicht eine Länge von bis zu 44 Zentimetern. Das Gewicht eines Männchens wird mit 448 g, das eines Weibchens (Nominatform) mit 418 g angegeben. Das Gefieder ist allgemein glänzend purpur, schwarz und grün. Nacken und Oberbrust sind durch eine gekräuselte gelblich-grüne Befiederung charakterisiert. Die Kopfbefiederung ist ebenfalls gekräuselt. Die recht langen Steuerfedern sind gewunden. Die Federn am Bauch sind an der Basis schwarz mit breitem, purpurfarbenen Saum. Die Iris ist rotbraun. Die Weibchen sind kleiner als die Männchen. Die Unterarten unterscheiden sich kaum.
Juvenile und immature Vögel sind schwärzer und matter gefärbt, die Kräuselfedern fehlen, ihre Iris ist braun.

## Lebensraum und Lebensweise
Die Kräuselparadieskrähe lebt in den Regenwäldern der D'Entrecasteaux-Inseln und der Trobriand-Inseln, insbesondere auf Goodenough und Fergusson. Sie kommt in allen bewaldeten Habitaten vom Tiefland bis in die oberen montanen Wälder sowie an Waldrändern innerhalb des begrenzten Verbreitungsgebietes vor. Sie kommt auf Goodenough, Fergusson und Normanby sympatrisch mit dem Schall-Manukodia (Phonygammus keraudrenii) vor, Hybride sind jedoch keine bekannt.
Über ihre Ernährung ist nur wenig bekannt. Sie ernährt sich hauptsächlich von Früchten, vermutlich werden auch Wirbellose als Beute genommen. Der Nestbau findet nach Berichten Mitte November statt, die Eier werden im März und Juni bis Oktober gelegt. Ein Ei im Australian Museum das im frühen Juli 1891 auf Fergusson gesammelt wurde, wird in der Grundfarbe als warm isabellfarben mit purpurfarbenen Punkten, Flecken und breiten Längsstrichen beschrieben. Die Oberfläche ist gleichmäßig gezeichnet und mit einer grauvioletten Zeichnung überlagert. Küken wurden im Oktober gesichtet.

## Systematik
Von der Kräuselparadieskrähe sind zwei Unterarten beschrieben:
- Manucodia comrii comrii Sclater, 1876 – D’Entrecasteaux-Inseln (Goodenough, Wagifa, Fergusson, Dobu und Normanby)
- Manucodia comrii trobriandi Mayr, 1936 – Trobriand-Inseln (Kiriwina und Kaileuna)